# Natascha Wingelaar
Natascha Wingelaar (Stein, 11 januari 1974) is een Nederlands politica namens Nieuw Sociaal Contract (NSC).

## Biografie
Wingelaar werd op 4 juli 2024 beëdigd als Tweede Kamerlid namens NSC, nadat vier Kamerleden van die partij hun carrière vervolgden in het kabinet-Schoof. Voor haar beëdiging was Wingelaar actief voor de lokale partij Democratisch Onafhankelijk Stein en was ze wethouder financiën en economische zaken in de gemeente Stein. Daarnaast was ze van 2012 tot 2016 bestuurssecretaris van Ronald McDonald Huis in Maastricht.

## Persoonlijk
Wingelaar is getrouwd en heeft een zoon.
Diederik Boomsma · Faith Bruyning · Olger van Dijk · Annemarie Heite · Harm Holman · Folkert Idsinga · Daniëlle Jansen · Agnes Joseph · Isa Kahraman · Willem Koops · Ria de Korte · Pieter Omtzigt · Wytske Postma · Ilse Saris · Jesse Six Dijkstra · Aant Jelle Soepboer · Nicolien van Vroonhoven · Sander van Waveren · Merlien Welzijn · Natascha Wingelaar
- Parlement.com: vm6vdcawe9v1